# Fontaine-la-Guyon
Fontaine-la-Guyon és un municipi francès, situat al departament de l'Eure i Loir i a la regió de Centre – Vall del Loira. L'any 2007 tenia 1.413 habitants.

## Demografia

### Població
El 2007 la població de fet de Fontaine-la-Guyon era de 1.413 persones. Hi havia 464 famílies, de les quals 72 eren unipersonals (40 homes vivint sols i 32 dones vivint soles), 132 parelles sense fills, 228 parelles amb fills i 32 famílies monoparentals amb fills.
La població ha evolucionat segons el següent gràfic:
Habitants censats

### Habitatges
El 2007 hi havia 511 habitatges, 470 eren l'habitatge principal de la família, 23 eren segones residències i 18 estaven desocupats. 499 eren cases i 11 eren apartaments. Dels 470 habitatges principals, 418 estaven ocupats pels seus propietaris, 47 estaven llogats i ocupats pels llogaters i 5 estaven cedits a títol gratuït; 1 tenia una cambra, 6 en tenien dues, 63 en tenien tres, 133 en tenien quatre i 267 en tenien cinc o més. 422 habitatges disposaven pel capbaix d'una plaça de pàrquing. A 156 habitatges hi havia un automòbil i a 298 n'hi havia dos o més.

### Piràmide de població
La piràmide de població per edats i sexe el 2009 era:
| Homes | Edats   | Dones |
| ----- | ------- | ----- |
| 4     | 95 o +  | 4     |
| 8     | 90 a 94 | 12    |
| 12    | 85 a 89 | 24    |
| 4     | 80 a 84 | 8     |
| 8     | 75 a 79 | 12    |
| 24    | 70 a 74 | 12    |
| 16    | 65 a 69 | 32    |
| 20    | 60 a 64 | 28    |
| 32    | 55 a 59 | 8     |
| 32    | 50 a 54 | 60    |
| 24    | 45 a 49 | 24    |
| 48    | 40 a 44 | 20    |
| 28    | 35 a 39 | 36    |
| 40    | 30 a 34 | 60    |
| 28    | 25 a 29 | 32    |
| 16    | 20 a 24 | 8     |
| 52    | 15 a 19 | 28    |
| 24    | 10 a 14 | 36    |
| 24    | 5 a 9   | 48    |
| 44    | 0 a 4   | 40    |

## Economia
El 2007 la població en edat de treballar era de 852 persones, 692 eren actives i 160 eren inactives. De les 692 persones actives 651 estaven ocupades (352 homes i 299 dones) i 41 estaven aturades (14 homes i 27 dones). De les 160 persones inactives 73 estaven jubilades, 56 estaven estudiant i 31 estaven classificades com a «altres inactius».

### Ingressos
El 2009 a Fontaine-la-Guyon hi havia 503 unitats fiscals que integraven 1.469,5 persones, la mediana anual d'ingressos fiscals per persona era de 20.996 €.

### Activitats econòmiques
Dels 57 establiments que hi havia el 2007, 1 era d'una empresa extractiva, 2 d'empreses alimentàries, 1 d'una empresa de fabricació d'altres productes industrials, 9 d'empreses de construcció, 9 d'empreses de comerç i reparació d'automòbils, 5 d'empreses de transport, 4 d'empreses d'hostatgeria i restauració, 2 d'empreses d'informació i comunicació, 3 d'empreses financeres, 2 d'empreses immobiliàries, 6 d'empreses de serveis, 9 d'entitats de l'administració pública i 4 d'empreses classificades com a «altres activitats de serveis».
Dels 19 establiments de servei als particulars que hi havia el 2009, 1 era una oficina de correu, 3 tallers de reparació d'automòbils i de material agrícola, 1 autoescola, 2 fusteries, 3 lampisteries, 1 electricista, 1 empresa de construcció, 3 perruqueries, 2 restaurants, 1 agència immobiliària i 1 saló de bellesa.
Dels 4 establiments comercials que hi havia el 2009, 1 era un hipermercat, 1 una llibreria i 2 floristeries.
L'any 2000 a Fontaine-la-Guyon hi havia 14 explotacions agrícoles que ocupaven un total de 1.296 hectàrees.

## Equipaments sanitaris i escolars
L'únic equipament sanitari que hi havia el 2009 era una farmàcia.
El 2009 hi havia una escola elemental integrada dins d'un grup escolar amb les comunes properes formant una escola dispersa.

## Poblacions més properes
El següent diagrama mostra les poblacions més properes.